# Княжева Махала
Кня́жева Махала́ (болг. Княжева махала) — село в Монтанській області Болгарії. Входить до складу общини Брусарці.

## Населення
За даними перепису населення 2011 року у селі проживали 133 особи.
Національний склад населення села:
| Національність   | Кількість осіб | Відсоток |
| ---------------- | -------------- | -------- |
| болгари          | 121            | 91,0%    |
| цигани           | 11             | 8,3%     |
| турки            | 0              | 0%       |
| Всього відповіли | 133            |          |

Розподіл населення за віком у 2011 році:
Динаміка населення: